# Port lotniczy Svidník
Lotnisko Svidník (słow. Letisko Svidník) – lotnisko sportowe znajdujące się na terenie miasta Svidník na Słowacji. Odbywa się tam nieregularny krajowy ruch pasażerski.